# Тайлер Геклін
Тайлер Лі Геклін (англ. Tyler Lee Hoechlin; МФА [ˈhɛklɪn]; нар. 11 вересня 1987, Корона, Каліфорнія) — американський актор, що здобув популярність після фільму «Проклятий шлях», за роль у котрому він удостоївся премій «Сатурн» та «Молодий актор». Також відомий за участю у телесеріалах «Сьоме небо» (Мартін Брюер) та «Вовченя» (Дерек Хейл).

## Біографія
Тайлер Геклін народився 11 вересня 1987 року в місті Корона, штат Каліфорнія, США. Його батьки — Дон та Лора Гекліни. Має двоє братів, Таннера та Тревіса та сестру Керрі.
У 2011 році розважальний інтернет-канал BuddyTV поставив Тайлера Гекліна на 3 місце у списку «100 самих сексуальних чоловіків-телеакторів».

## Кар'єра

### Бейсболіст
Геклін почав грати в бейсбол у віці семи років. Він грав у позиції «Інфілд» за Університет штату Аризона і команді «Battle Creek Bombers» Нортвудской ліги. У 2008 році грав за команду «Anteaters» Каліфорнійського університету в Ірвайн.

### Актор
Тайлер почав грати у віці 9 років. Завдяки виконанню ролі Майкла Саллівана-Молодшого у фільмі «Проклятий шлях» актор отримав роль Мартіна Брюєра в серіалі «Сьомі небеса» в 2003 . У 2004 році він отримав номінацію на премію «Teen Choice Awards» у категорії «Актор-прорив». У 2007 році зіграв головну роль у фільмі Девід ДеКото «Лють Грізлі» і картині «Сонцестояння» 2008 року . Знявся в гостьових ролях в серіалах «Касл», «Лінкольн-Хейтс», «Моя команда» і «CSI: Місце злочину Маямі». У 2011 році з'явився в картині «Позашлюбний тиждень» з Оуеном Вілсоном і Христиною Епплгейт і зіграв головну роль у драмі «Відкриті ворота» . В даний момент актор закінчив зйомки в серіалу каналу MTV «Вовченя», де грає роль перевертня Дерека Хейла].

## Фільмографія

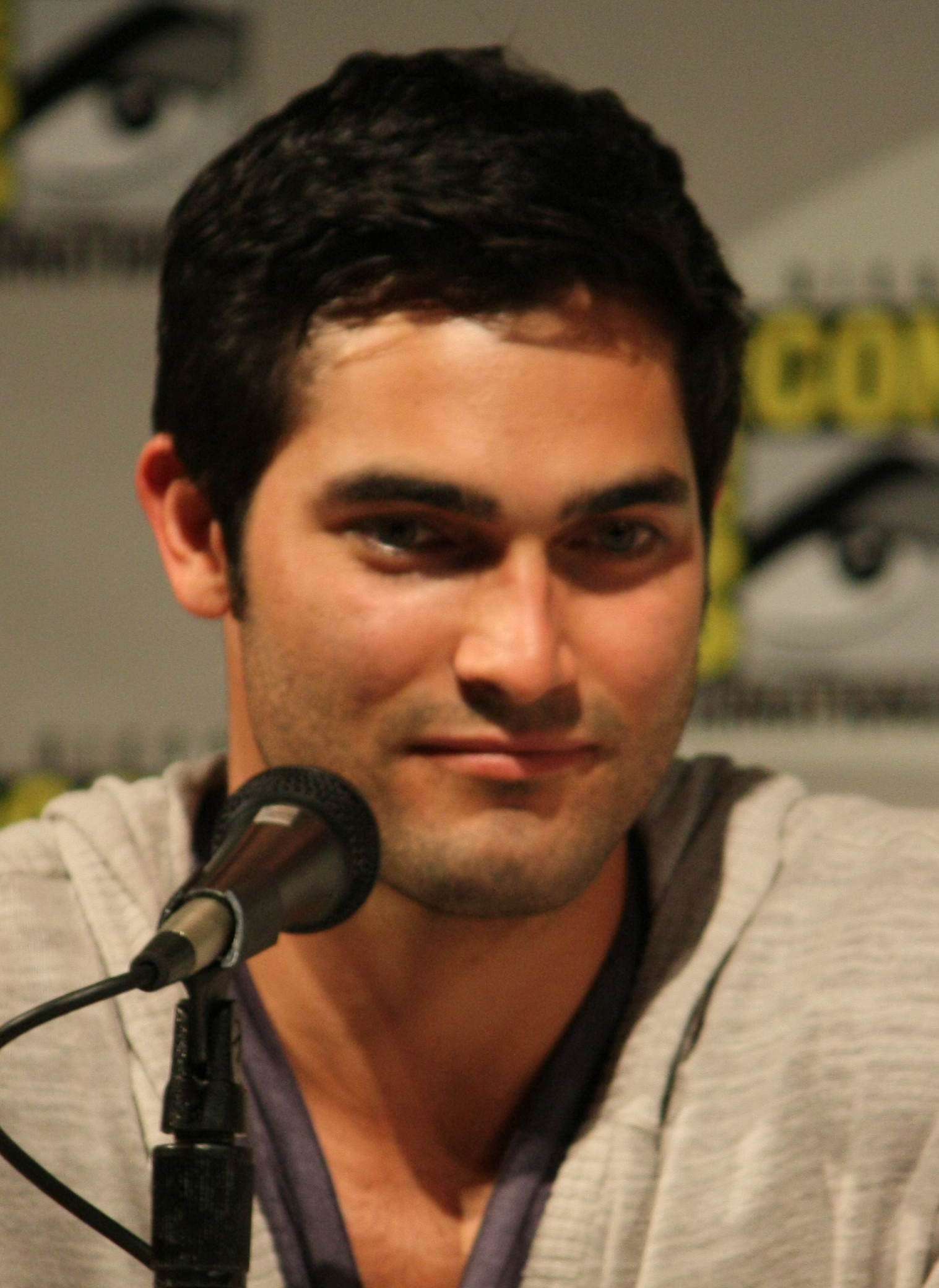
Тайлер Геклін на фестивалі Comic-Con у Сан-Дієго.

| Рік       |    | Українська назва               | Оригінальна назва                              | Роль                    |
| --------- | -- | ------------------------------ | ---------------------------------------------- | ----------------------- |
| 1999      | ф  | Сімейне дерево                 | Family Tree                                    | Джефф Джо               |
| 2001      | ф  |                                | Train Quest                                    | Біллі                   |
| 2002      | ф  | Проклятий шлях                 | Road to Perdition                              | Майкл Салліван-молодший |
| 2003—2007 | с  | Сьоме небо                     | 7th Heaven                                     | Мартін Брюер            |
| 2006      | кф |                                | Disney Sing Along Songs: Happy Haunting        | Зак                     |
| 2007      | кф |                                | The Rapture of the Athlete Assumed Into Heaven | атлет                   |
| 2007      | тф | Лють грізлі                    | Grizzly Rage                                   | Вес Гардінг             |
| 2007      | с  | Місце злочину: Маямі           | CSI: Miami                                     | Шон Годжес              |
| 2008      | ф  | Сонцестояння                   | Solstice                                       | Нік                     |
| 2009      | с  | Моя команда                    | My Boys                                        | Оуен Скотт              |
| 2009      | с  | Касл                           | Castle                                         | Ділан Фултон            |
| 2009      | с  | Лінкольн-Гайтс                 | Lincoln Heights                                | Тед                     |
| 2011—2017 | с  | Вовченя                        | Teen Wolf                                      | Дерек Хейл              |
| 2011      | кф | Чарлі Браун: Помста бовдура    | Charlie Brown: Blockhead's Revenge             | Шредер                  |
| 2011      | ф  | Відкриті ворота                | Open Gate                                      | Калеб                   |
| 2011      | ф  | Безшлюбний тиждень             | Hall Pass                                      | Джеррі                  |
| 2012      | ф  | Модник Мелвін                  | Melvin Smarty                                  | Ріккі                   |
| 2013      | тф |                                | The Sticks                                     | Кларк Рассел            |
| 2015      | ф  | Той, що не потрапив в команду  | Undrafted                                      | Деллс                   |
| 2016      | ф  | Стреттон: Перше завдання       | Stratton                                       | Марті                   |
| 2016      | ф  | Про що я й кажу                | Everybody Wants Some                           | Макрейнолдс             |
| 2016—2019 | с  | Супердівчина                   | Supergirl                                      | Кларк Кент              |
| 2018—2019 | с  | Флеш                           | The Flash                                      | Кларк Кент              |
| 2018      | ф  | 30 шалених бажань              | Then Came You                                  | Френк Льюїс             |
| 2018—2020 | с  | Стріла                         | Arrow                                          | Кларк Кент              |
| 2018      | ф  | Містер Олімпія                 | Bigger                                         | Джозеф Уайдер           |
| 2019      | ф  | Чи вмієш ти зберігати секрети? | Can You Keep a Secret?                         | Джек Гарпер             |
| 2019      | с  | Бетвумен                       | Batwoman                                       | Кларк Кент              |
| 2020      | с  | Легенди завтрашнього дня       | Legends of Tomorrow                            | Кларк Кент              |
| 2021—2024 | с  | Супермен і Лоїс                | Superman & Lois                                | Кларк Кент              |
| 2023      | ф  | Вовченя: Фільм                 | Teen Wolf: The Movie                           | Дерек Гейл              |